# Kadoya Shichirōbei

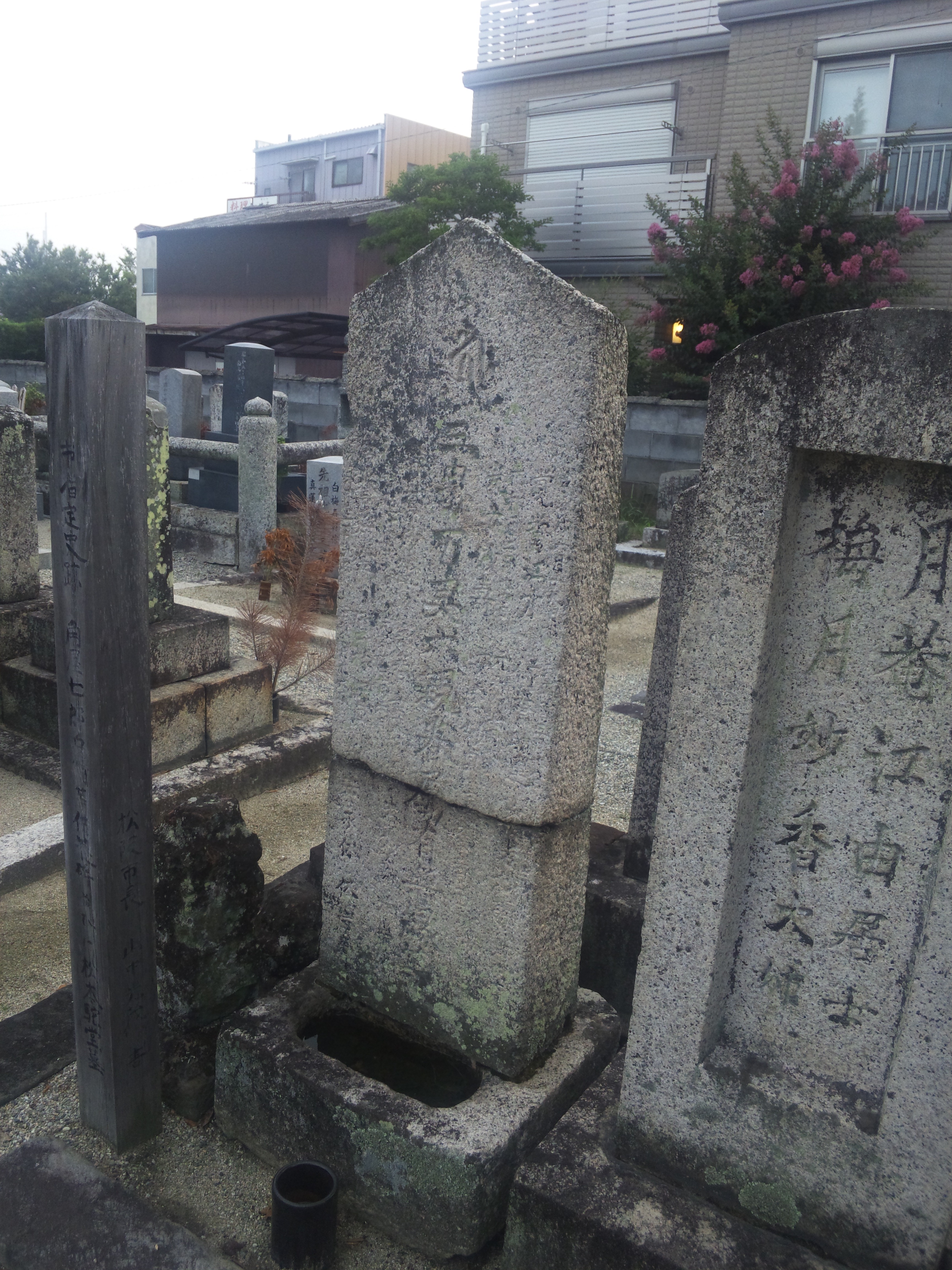
Grabstätte der Kadoya-Familie am Raigō-ji in Matsusaka

Kadoya Shichirōbei (japanisch 角屋 七郎兵衛; geboren 10. Mai 1610 in der Provinz Ise; gestorben 17. Februar 1672 in Indochina) war ein japanischer Überseehändler in der frühen Edo-Zeit.

## Leben und Wirken
Kadoya Shichirōbei war der zweite Sohn von Kadoya Shichirojirō (屋七 郎次郎), dessen Vorname eigentlich Chūei (忠栄) war, und einer Mutter, die aus der Kamata-Familie (鎌田氏) stammte. Sein richtiger Familienname war Matsumoto (松本) und sein Vorname war Eikichi (栄吉). Er war ein Enkel von Kadoya Shichirōjirō Hidemochi (角屋 七郎次郎 秀持) aus der Provinz Ise, der das Vertrauen von Tokugawa Ieyasu gewonnen hatte. 
Shichirōbei war im Handel mit der annamesischen Stadt Cochin auf der Halbinsel Indochina tätig, zog aber 1631 nach Hội An in Zentralindochina, wo er als Anführer der Japaner-Ansiedlung aktiv war und am Handel mit den „Rotsiegel-Schiffen“ mitwirkte. Seine Frau war eine Tochter aus der Familie Ruan des Königs von Annan. Ab 1635 wurde japanischen Schiffen und japanischen Staatsangehörigen, die sich in Übersee aufgehalten hatten, die Rückkehr nach Japan strengstens untersagt, so dass er in Hội An blieb und anscheinend Handel auf annamesischen Schiffen betrieb.
Shichirōbei hatte Brüder und Verwandte in Nagasaki, Sakai und Matsusaka, mit denen er in Kontakt blieb. Während der Zeit der Abschließung Japans ab den 1630er Jahren schickte er mehrere Briefe an diese Verwandten und hinterließ die eigentlichen Briefe, indem er ihnen Nachrichten und Dinge des täglichen Bedarfs schickte und auch Spenden an Schreine und Tempel, einschließlich des Ise-jingū.
Es heißt, dass während der Enpo-Ära (1673–81) etwa 30 Japaner in Hội An lebten. Shichirōbei baute dort den Tempel Matsumoto-dera (松本寺). Nach seinem Tod erhielt er eine Begräbnisstätte am dortigen Matsumoto-dera als auch am Raigō–ji (来迎寺) in Matsusaka.